# Église d'Altlerchenfeld
L'église d'Altlerchenfeld est une église catholique romaine de Vienne, dans le quartier d'Altlerchenfeld, arrondissement de Neubau.

## Histoire
Sous la direction de Paul Wilhelm Eduard Sprenger (de), on prévoit une église de style néo-classique, mais pour des raisons de coûts on la conçoit ensuite dans le style néo-Renaissance avec une construction en briques ou en plâtre. En février 1848, le projet de Sprenger est validé par l'empereur, en juillet les fondations sont achevées. Mais la révolution autrichienne de 1848 amène à un autre sens.
On se dispute sur le style. Certains architectes de la jeune génération, menés par Leopold Ernst, aspirent à des formes médiévales (romanes et gothiques) que de la Renaissance ou du classicisme, plus appropriées à une église. Johann Georg Müller tient une conférence le 20 avril 1848 pour appuyer cette thèse.
D'autre part, des architectes s'opposent aux architectes de cour et leur subordination. La révolution amène à solliciter à des équipes d'architectes et d'ingénieurs qui répondent aux appels d'offres. Le ministre Franz von Pillersdorf soutient cette méthode. Müller remporte le concours et se met à l'œuvre deux semaines après. Mais après quelques mois de contestation sans relâche, Müller meurt d'une maladie pulmonaire dégénérative.
Franz Sitte reprend la construction et adapte les plans. En 1853, la structure est posée, Eduard van der Nüll et Joseph von Führich supervisent la décoration de l'intérieur.
L'église est consacrée le 29 septembre 1861.

## Décoration

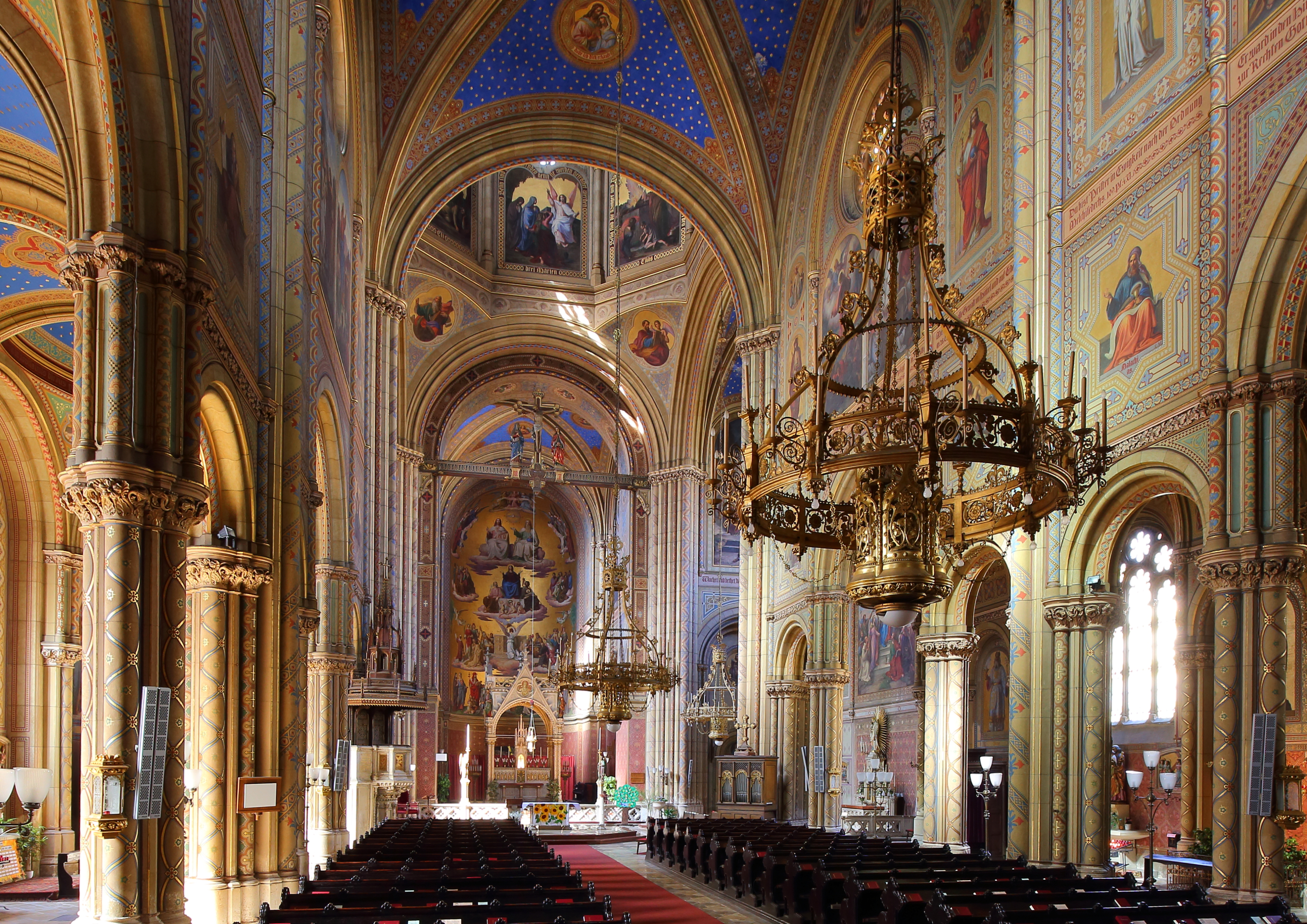
Intérieur de l'église.

Au-dessus du portail central se trouvent les sculptures de saints Pierre et Paul par Johann Preleuthner. D'autres sculptures sont de Josef Gasser. Le porche montre le mythe de la création. Les parois latérales montrent la vie de Jésus : la gauche porte l'Annonciation, la naissance, le baptême et le sermon sur la montagne, la droite l'Ascension, la Pentecôte, le mont des Oliviers et la résurrection. Les bas-côtés représentant quatre prophètes de l'Ancien Testament. Il y a des allégories des huit Béatitudes dans le dôme. L'autel latéral gauche est décoré de la Cène et le latéral droit de la Vierge de Vienne, avec en fond le Kahlenberg.
Le retable représente les sept saints refuges peints par Leopold Kupelwieser, Leopold Schulz, Karl von Blaas, Carl Mayer, Franz Josef Dobiaschofsky (de), Eduard von Engerth (de), J. Binder, Josef Schönmann et Josef Plank. Les vitraux sont de Carl Geyling (de).
Le facteur de l'orgue est Alois Hörbiger (de). Il est inauguré le 26 janvier 1860. Il est restauré en 1955 puis Philipp Eppel (de) le recycle en 1964 et en fait un orgue de 38 registres et deux claviers.